# فريدريك توماس أرمسترونغ
فريدريك توماس أرمسترونغ هو سياسي كندي، ولد في 19 نوفمبر 1907 في كندا، وتوفي في 2 نوفمبر 1990. حزبياً، نشط في الحزب الليبرالي الكندي. وقد انتخب عضو مجلس العموم الكندي.